# Honda Sport 90
De Honda Sport 90 is een lichte motorfiets die het merk Honda produceerde van 1964 tot 1969.

Het motorfietsje werd ook wel "Honda CS 90", "Honda S 90" of "Honda Super 90" genoemd en was bijna identiek aan de Honda Benly 90. 
De Honda CL 90 Scrambler, de Honda CL 90 L Scrambler en de Honda SL 90 Motosport waren terreinmotoren, afgeleid van de Sport 90.

## Voorgeschiedenis

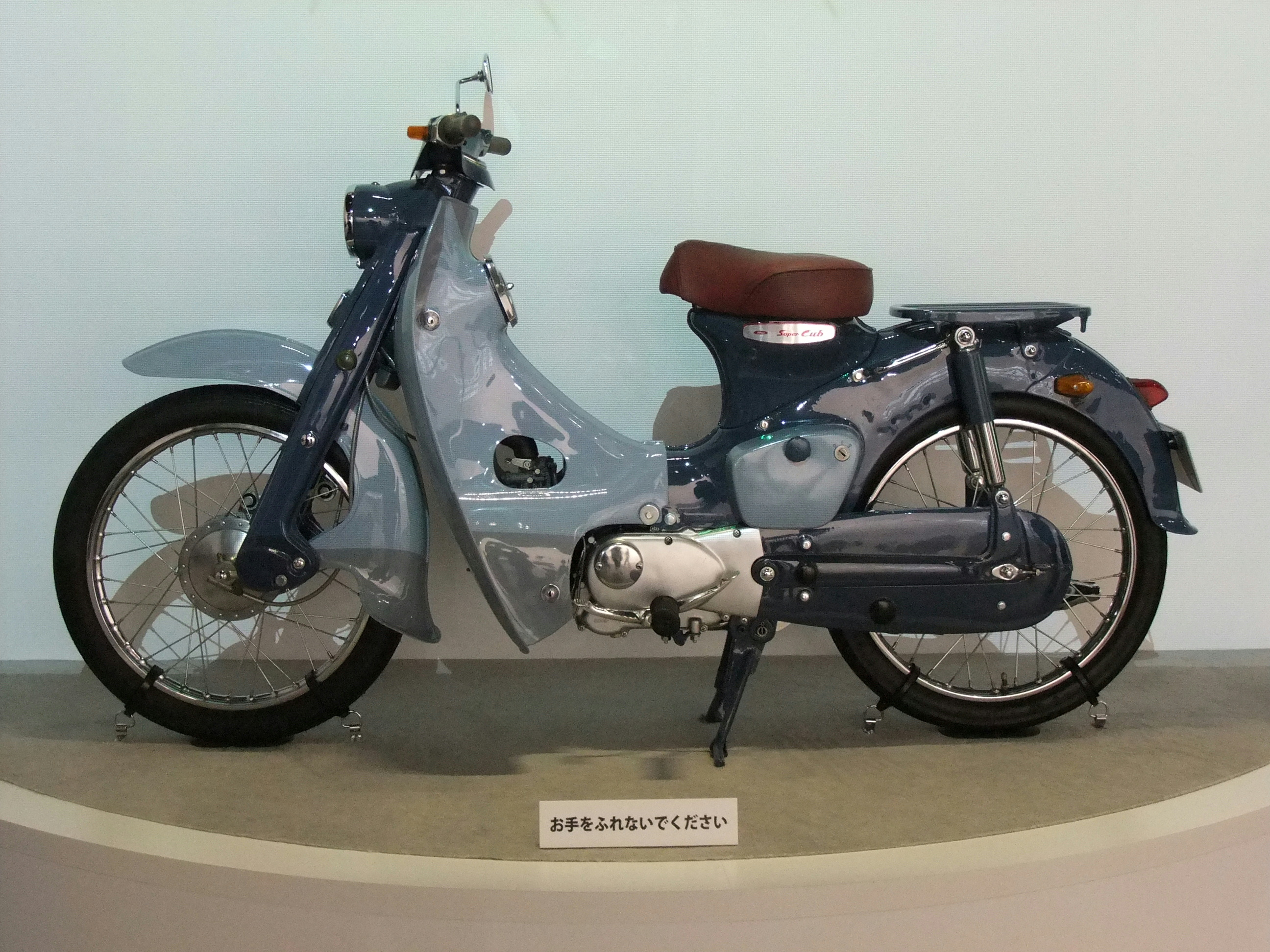
De Honda Super Cub was een groot succes, maar sprak sportieve rijders niet aan.

In 1958 was Honda op de markt gekomen met de Honda Super Cub C 100, een 50cc-motorfietsje dat bedoeld was als gemakkelijk vervoermiddel voor woon-werkverkeer en als bezorgvoertuigje. Het model sloeg in Japan en Zuidoost-Azië snel aan, maar in de Verenigde Staten gebeurde dat pas vanaf 1961, waarna het na de "You Meet The Nicest People On A Honda"-reclamecampagne pas goed van de grond kwam. In de Europese Economische Gemeenschap kon de Honda C 310, de bromfietsversie van de Super Cub, niet concurreren tegen de bestaande tweetakt-bromfietsen vanwege het gewicht van de machine. 

## Sport 90

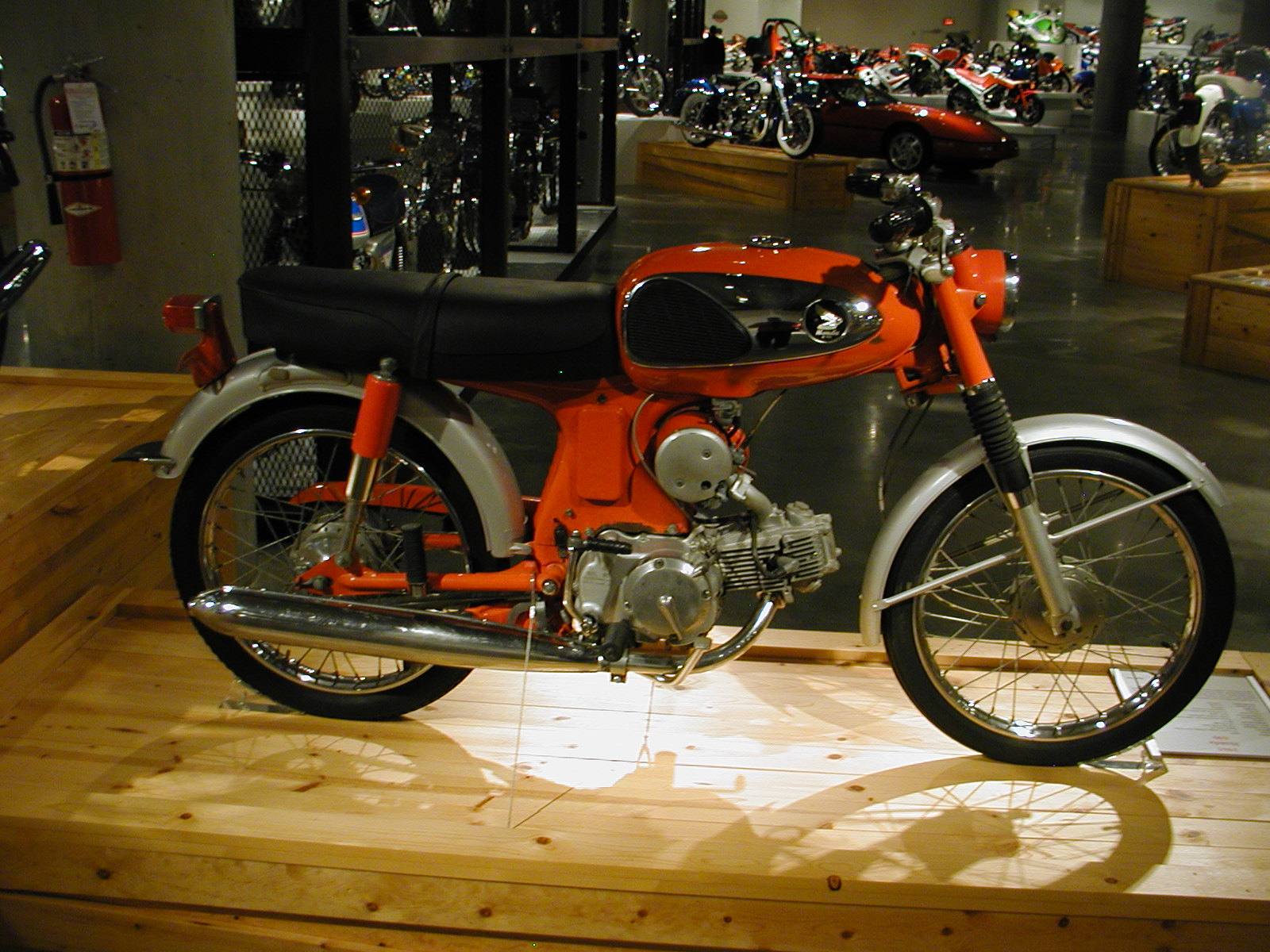
Honda Sport 90 uit 1965

In 1964 werd de Sport 90 op de markt gebracht. Deze machine had weliswaar nog steeds een plaatframe (dat was productietechnisch goedkoper dan een buisframe), maar niet meer het doorstapframe dat de Super Cub had. Het was nu een brugframe. Ook de geduwde schommelvork was vervangen door een telescoopvork. De liggende eencilinderkopklepmotor was op bijna 90 cc gebracht. De automatische koppeling van de Super Cub was vervangen door een meervoudige natte platenkoppeling en de vierversnellingsbak schakelde zoals men in Europa gewend was: 1 omlaag, 2, 3 en 4 omhoog. Het luchtfilter zat in een ronde bus achter de carburateur. Er was geen toerenteller, maar op de snelheidsmeter stonden indicatiepunten wanneer er opgeschakeld moest worden. 

### Kleuren
De Sport 90 werd geleverd in wit, zwart, Candy Blue en rood, waarbij de eerdere modellen de kleur scharlakenrood (scarlet red) kregen, de latere modellen de kleur "Candy Red". Vanaf 1968 werd het grijs gespoten voorspatbord vervangen door een verchroomd exemplaar. 

## Benly 90
De Honda Benly 90 was bijna identiek aan de Sport 90, maar was herkenbaar aan een ander logo op de tank: Onder de naam "Honda" stond "Benly 90". Er was een belangrijk verschil in de manier van schakelen. De Benly 90 had een repeteerversnellingsbak: als men naar de vierde versnelling had geschakeld kon men terugschakelen naar drie, maar ook doorschakelen om in de eerste versnelling te komen: 1-2-3-4-1-2-3… enz. Voor Japanners was dat gesneden koek en de Benly 90 was wellicht uitsluitend voor die markt bestemd. Westerlingen vergisten zich weleens waardoor er op topsnelheid van 4 naar 1 geschakeld werd. 

## CL 90 Scrambler
De CL 90 kwam in 1967 op de markt. Deze scrambler had nog heel veel kenmerken van de Sport 90, maar het stuur was veel hoger, de uitlaat was omhooggebogen en voorzien van een verchroomd hitteschild en de tank was niet verchroomd. De SL 90 werd geleverd met een frame in Candy Red, Candy Blue en zwart, maar in alle gevallen was de tank zilverkleurig met knierubbers op de flanken en waren de spatborden verchroomd. 

## CL 90 L Scrambler
De CL 90 L kwam in 1968 op de markt, speciaal om aan de wetgeving in een aantal Amerikaanse staten te voldoen. Daar mocht de machine voor een bepaalde rijbewijscategorie niet meer dan 5 pk leveren en daar voldeed de CL 90 L aan. De uiterlijke verschillen met de CL 90 waren gering: Bij de CL 90 L was de koplamp met als de tank zilvergrijs, terwijl die bij de CL 90 L de kleur van het frame had. Ook werd de CL 90 L niet in zwart geleverd. Op het ronde luchtfilterhuis stond een rood/witte aanduiding "5 HP". 

## SL 90 Motosport
De Honda SL 90 was veel meer gericht op het terreinrijden dan de CL 90. Het was een echte offroadmotor, met een 19 inch voorwiel en een 17 inch achterwiel, een dubbel wiegframe, hoge spatborden en lange veerwegen. De machine werd geleverd in Candy Ruby Red en Candy Blue, waarbij zowel de koplamp als de spatborden in deze kleuren waren gespoten. Het frame was zilverkleurig, evenals het Honda-logo op de tank. De SL 90 werd alleen in 1969 geleverd om daarna vervangen te worden door de Honda SL 100. 

## Technische gegevens
| Honda                  | Sport 90                           | Benly 90                           | CL 90 Scrambler                    | CL 90 L Scrambler                  | SL 90 Motosport                    |                 |
| ---------------------- | ---------------------------------- | ---------------------------------- | ---------------------------------- | ---------------------------------- | ---------------------------------- | --------------- |
| Periode                | 1964-1969                          | 1964-1967                          | 1967-1969                          | 1968-1970                          | 1969                               |                 |
| Categorie              | Sportmotor                         | Sportmotor                         | Scrambler                          | Scrambler                          | Offroad                            |                 |
| Motortype              | OHC                                | OHC                                | OHC                                | OHC                                | OHC                                |                 |
| Bouwwijze              | Luchtgekoelde liggende eencilinder | Luchtgekoelde liggende eencilinder | Luchtgekoelde liggende eencilinder | Luchtgekoelde liggende eencilinder | Luchtgekoelde liggende eencilinder |                 |
| Boring                 | 49 mm                              | 49 mm                              | 49 mm                              | 49 mm                              | 49 mm                              |                 |
| Slag                   | 46 mm                              | 46 mm                              | 46 mm                              | 46 mm                              | 46 mm                              |                 |
| Cilinderinhoud         | 86,7 cc                            | 86,7 cc                            | 86,7 cc                            | 86,7 cc                            | 86,7 cc                            |                 |
| Carburateur(s)         | 1 x Keihin                         | 1 x Keihin                         | 1 x Keihin                         | 1 x Keihin                         | 1 x Keihin                         |                 |
| Smeersysteem           | Wet-sump                           | Wet-sump                           | Wet-sump                           | Wet-sump                           | Wet-sump                           |                 |
| Compressieverhouding   | 8:1                                | 8:1                                | 8:1                                | Onbekend                           | 8:1                                |                 |
| Max. Vermogen          | 8 pk                               | 8 pk                               | 8 pk                               | <5 pk                              | 8 pk                               |                 |
| Topsnelheid            | 103 km/h                           | 103 km/h                           | Onbekend                           | Onbekend                           | Onbekend                           |                 |
| Primaire aandrijving   | Tandwielen                         | Tandwielen                         | Tandwielen                         | Tandwielen                         | Tandwielen                         |                 |
| Koppeling              | Meevoudige natte platenkoppeling   | Meevoudige natte platenkoppeling   | Meevoudige natte platenkoppeling   | Meevoudige natte platenkoppeling   | Meevoudige natte platenkoppeling   |                 |
| Versnellingen          | 4 (sequentieel)                    | 4 (repeteer)                       | 4 (sequentieel)                    | 4 (sequentieel)                    | 4 (sequentieel)                    | 4 (sequentieel) |
| Secundaire aandrijving | Ketting                            | Ketting                            | Ketting                            | Ketting                            | Ketting                            |                 |
| Rijwielgedeelte        | Geperst plaatframe (brugtype)      | Geperst plaatframe (brugtype)      | Geperst plaatframe (brugtype)      | Geperst plaatframe (brugtype)      | Dubbel wiegframe                   |                 |
| Voorvork               | Telescoopvork                      | Telescoopvork                      | Telescoopvork                      | Telescoopvork                      | Telescoopvork                      |                 |
| Achtervork             | Swingarm                           | Swingarm                           | Swingarm                           | Swingarm                           | Swingarm                           |                 |
| Remmen                 | Trommelremmen                      | Trommelremmen                      | Trommelremmen                      | Trommelremmen                      | Trommelremmen                      |                 |
| Tankinhoud             | 7 liter                            | 7 liter                            | Onbekend                           | Onbekend                           | Onbekend                           |                 |
| Droog gewicht          | 86,5 kg                            | 86,5 kg                            | Onbekend                           | Onbekend                           | Onbekend                           |                 |
| Voorganger             | Geen                               | Geen                               | Geen                               | Geen                               | Geen                               |                 |
| Opvolger               | CB 100                             | CB 100                             | CL 100                             | CL 100                             | SL 100                             |                 |